# 퍼스트 오더

퍼스트 오더의 국기

퍼스트 오더의 국기

은하제국의 국기

퍼스트 오더(First Order)는 《스타워즈》 시리즈에 등장하는 허구의 군부 독재 정부로, 2015년 영화 《스타워즈: 깨어난 포스》에 처음 등장하였다.

## 상세
엔도 전투와 자쿠 전투이후 은하 제국 잔당들은 신 공화국과 평화조약을 체결한다. 제국 잔당 세력들은 평화조약을 명분으로 확인이 되지 않는 알 수 없는 은하계의 지역에서 세력을 키워나갔고 퍼스트 오더를 창립하게 되어 부상하게 된다. 그 이후 신공화국, 저항군을 위협하였다.

## 그 외
J.J. 에이브럼스 가 밝힌 바에 따르면 모티브는 나치 독일이라고 하며, 그들이 만약 아르헨티나로 도주한 후 재기에 성공했다는걸 가정하고 만들었다고 한다.